# Fosse Way

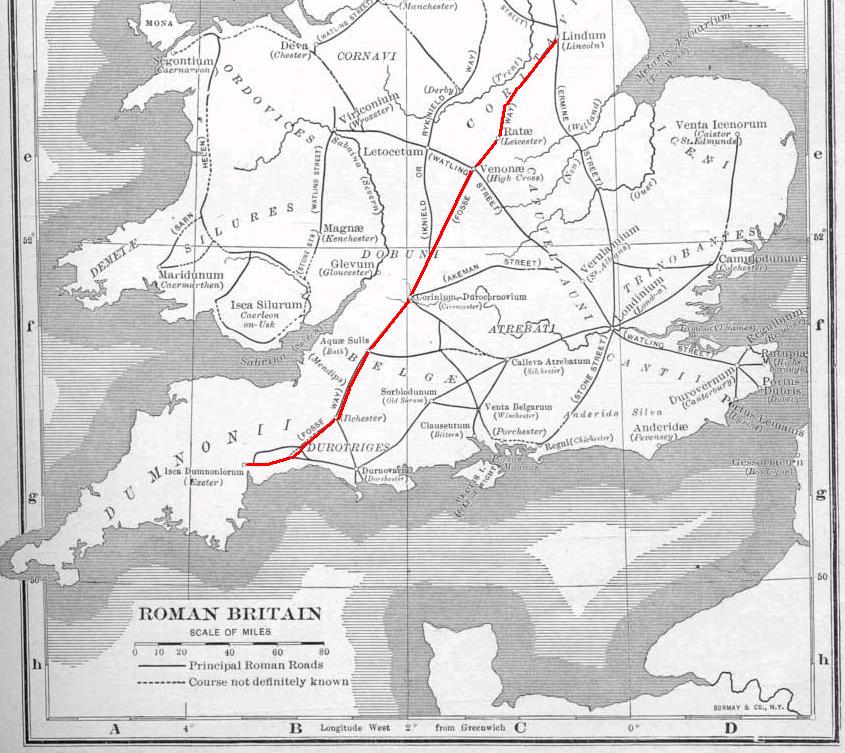
Przebieg Fosse Way

Fosse Way – jedna z ważniejszych rzymskich dróg w Brytanii. Wiodła z Isca Dumnoniorum (dzisiejsze Exeter) do Lindum Colonia (dzisiejsze Lincoln), przez Lindinis (Ilchester), Aquae Sulis (Bath), Corinium (Cirencester) i Ratae Corieltauvorum (Leicester). Jej długość wynosiła około 300 km.
Niegdyś uważano, że Fosse Way stanowiła fizyczną granicę lądową Brytanii przez pierwszych kilka dekad po podboju w 43 roku, opierając się na przekazie Tacyta. Obecnie uważa się, że był to trakt wojskowy łączący dwa ważne obozy rzymskie, nie stanowiący fizycznej bariery jak Wał Hadriana, jednak wyznaczający granicę między niepodbitą (Iron Age Britain) i podbitą częścią wyspy. Inne teorie o pochodzeniu wskazują, że prawdopodobnie została wybudowana po rewolcie Boudiki.
Nazwa pochodzi od łacińskiego słowa fossa – rów, fosa. Możliwe, że początkowo była rowem, który później został zasypany lub rów biegł wzdłuż niej.
Fosse Way krzyżowała się z innymi rzymskimi drogami: Watling Street w High Cross, Ermine Street na południe od Lincoln oraz Akeman Street i Ermin Way w Cirencester.
Charakterystyczną cechą drogi jest jej przebieg wyjątkowo zbliżony do linii prostej. Na dystansie 293 km z Ilchester do Lincoln nie odbiega od prostej na więcej niż 10 km.
Na odcinku z Lincoln do Leicester w śladzie Fosse Way biegnie droga A46. Inne sekcje rzymskiej drogi również stanowią często podstawę dla istniejących dziś tras.